# Principio di massimalità di Hausdorff
Il principio di massimalità di Hausdorff, elaborato dal matematico Felix Hausdorff, afferma che un insieme non-vuoto {\displaystyle S} totalmente ordinato, che è sottoinsieme di un insieme parzialmente ordinato {\displaystyle A}, è contenuto in un sottoinsieme (dello stesso {\displaystyle A}) massimale totalmente ordinato.
Infatti, in generale, supponiamo di avere un insieme {\displaystyle S} non vuoto e che sia sottoinsieme di un altro insieme {\displaystyle A}. Una relazione {\displaystyle R} su {\displaystyle A} definisce una relazione anche su {\displaystyle S}. Inoltre, se la relazione è caratterizzata da qualunque delle proprietà riflessiva, simmetrica, non-simmetrica e transitiva, la relazione su {\displaystyle S} è caratterizzata dalle stesse proprietà. In particolare, se la relazione è di ordinamento parziale, anche {\displaystyle S} sarà ordinato parzialmente. Ma {\displaystyle S} potrebbe essere totalmente ordinato, mentre A per ipotesi non lo è.